# Informatikaoktatás a Nemzeti alaptantervben
A 2012-es magyar Nemzeti alaptanterv (röviden NAT) részét képezi az informatika oktatás és a digitális kompetenciák. Ebben a szócikkben elsődlegesen a NAT informatika szekciójának (II.3.8.-as fejezet) céljait, fejlesztési feladatait, illetve a kapcsolódó közműveltségi tartalmai kerülnek ismertetésre.

## Célok
A NAT elsődleges célja, hogy a közoktatásban, 1-12. évfolyamon tanuló diákok gyakorlatot szerezzenek a kommunikációs technológiák használatában és megismerkedjenek az internetezés jogi, illetve etikai alapjaival. Szintén fontos cél annak elérése, hogy a tanulók tudatosan figyeljenek az internetezés veszélyeire, ártalmaira. Ezeken az alapvető célokon túl a NAT alkotói küldetésüknek tekintik, hogy a diákok alapszintű programozói tudással is rendelkezzenek, s fejlődjön a logikai gondolkodásuk. Érdemes kiemelni azt is, hogy az informatika oktatást nem egy elkülönülő részként, hanem a többi tantárgyban, illetve iskolán kívüli foglalkozásokban képzelik el. Ez azt jelenti, hogy az informatika tantárgyban fejlesztett digitális kompetenciáknak a többi tantárgyban is felhasználásra kell kerülnie.

## Fejlesztési feladatok
A NAT-ban hat különböző fejlesztési terület kap helyet, és ezekhez is különböző részterületek csatlakoznak. Ezek a következők:
1. Az informatikai eszközök használata: A fejlesztési feladatok meghatározása/kijelölése során nem az ösztönös, rutinszerű használatra, hanem az eszközök lehetőségeinek ismeretére, tudatos, alkotó felhasználására helyezzük a hangsúlyt.
2. Alkalmazói ismeretek: A kiemelt részterületek: szövegszerkesztés, ábra-, (fény)kép- és videoszerkesztés, multimédia-fejlesztés, prezentáció készítése, táblázatkezelés, adatbázis-kezelés.  a.) 2.1 Írott és audiovizuális dokumentumok elektronikus létrehozása.  b.) 2.2 Adatkezelés, adatfeldolgozás, információmegjelenítés
3. Problémamegoldás informatikai eszközökkel és módszerekkel: Természeti és társadalmi környezetünk megértéséhez modelleket alkotunk, e modelleket pedig számítógéppel is létrehozhatjuk és vizsgálhatjuk. Adatstruktúrákkal dolgozunk, tevékenységsorozatokat, kommunikációs és információkeresési folyamatokat tervezünk. Cél, hogy a tanulók elsajátítsák a számítógépes problémamegoldás tervezésének és megvalósításának módszereit, képesek legyenek a megoldáshoz leginkább megfelelő hardver-szoftver eszközök kiválasztására. Ha a problémamegoldás során több eszközt használnak, akkor meg tudják oldani a közöttük levő adatátadás feladatát.  a.) 3.1 A probléma megoldásához szükséges módszerek és eszközök kiválasztása  b.) 3.2 Algoritmizálás és adatmodellezés  c.) 3.3 Egyszerűbb folyamatok modellezése
4. Infokommunikáció: Ahhoz, hogy a magán, a hivatalos és a közérdekű kommunikációban hatékony legyen a részvétel, ismerni kell az egyes kommunikációs formák közti különbségeket, eltérő funkcióikat, hatásaikat és technikai megvalósításuk módjait.  a.) 4.1 Információkeresés, információközlési rendszerek  b.) 4.2 Az információs technológián alapuló kommunikációs formák  c.) 4.3 Médiainformatika
5. Az információs társadalom: A tanulók ismerjék meg az IKT alkalmazásával felmerülő etikai, pszichológiai, szociológiai és jogi kérdéseket annak érdekében, hogy a technikai fejlődés és az információrobbanás okozta változások szerepét és életükre gyakorolt hatását megfelelően értelmezhessék.  a.) 5.1 Az információkezelés jogi és etikai vonatkozásai  b.) 5.2 Az e-szolgáltatások szerepe és használata
6. Könyvtári informatika: A könyvtárak információforrásaikkal és szolgáltatásaikkal a tanulás, tanítás meghatározó tanulási forrásközpontjait, nyitott műhelyeit jelentik. Ennek garanciája a tanulók könyvtárhasználati műveltsége, ideértve a könyvtári információkeresés informatikai lehetőségeinek alkalmazását is.

## Közműveltségi tartalmak
A fent említett fejlesztési területek és az évfolyamok mentén kerültek meghatározásra azok a közműveltségi tartalmak, amelyek a NAT-ban szerepelnek. Ezek a tartalmak a fokozatosság és az egymásra épülés elvei alapján kerültek meghatározásra. Például „5.1 Az információkezelés jogi és etikai vonatkozásai” fejlesztési területben az 5-6. osztályos tanulók az informatikai biztonság kérdéseivel; az adatokat – különösen a személyes információkat – érintő visszaélések, veszélyek és következmények megismerésével foglalkoznak, míg a 7-8. osztályosok már hozzákapcsolják ezek kivédésének lehetőségeit, illetve a védekezés módszereinek és szempontjainak megismerését. Ezen az elven épül fel az összes többi közműveltségi tartalom.